# Быкасов, Андрей Иванович
Андрей Иванович Быкасов (Бикасов) (1923—1997) — сержант Рабоче-крестьянской Красной Армии, участник Великой Отечественной войны, Герой Советского Союза (1944), лишён звания в 1952 году.

## Биография
Родился в 1923 году. В 1941 году он был призван на службу в Рабоче-крестьянскую Красную Армию Бийским городским военным комиссариатом Алтайского края. С 1942 года — на фронтах Великой Отечественной войны, участвовал в боях в составе 797-го стрелкового полка 232-й Сумской стрелковой дивизии Воронежского фронта. В боях был ранен.
12-14 августа 1943 года, в боях за совхоз Каменный, несмотря на сильный огонь войск противника, обеспечивал связь между подразделениями, доставляя устные и письменные приказания к позициям. В те же дни он принял участие в отражении нескольких контратак противника. 14 августа 1943 года, встретив группу немецких солдат, пытавшуюся обойти командный пункт батальона, он открыл по ней огонь, пользуясь своей выгодной позицией, уничтожив 5 солдат противника. За эти бои он был награждён медалью «За отвагу».
К октябрю 1943 года имел звание сержанта, занимал должность командира отделения 1-й стрелковой роты своего полка. Отличился в 1943 году во время битвы за Днепр.
3-4 октября 1943 года, во время форсирования реки Днепр силами своего полка, несмотря на сильный артиллерийский огонь противника, успешно переправился вплавь на другой берег, где раздобыл рыбацкую лодку и тем самым помог переправиться ряду десантных групп. Под артиллерийским и миномётным огнём он совершил 43 рейса, переправив подразделения полка, боеприпасы и материальную часть на завоёванный плацдарм.
Указом Президиума Верховного Совета СССР «О присвоении звания Героя Советского Союза генералам, офицерскому, сержантскому и рядовому составу Красной Армии» от 10 января 1944 года за «образцовое выполнение боевых заданий командования на фронте борьбы с немецко-фашистскими захватчиками и проявленные при этом отвагу и геройство» был удостоен высокого звания Героя Советского Союза с вручением ордена Ленина и медали «Золотая Звезда».
6 июля 1951 года народным судом 5-го участка города Бийска он был приговорен к 7 годам лишения свободы по ст. 136 п. «а» УК РСФСР. При очередном выяснении отношений с бывшей супругой в порыве ревности застрелил её из трофейного пистолета. Свою вину признал, по словам дочери, сам сдал награды.
Указом Президиума Верховного Совета СССР от 18 января 1952 года был лишён звания Героя Советского Союза..
Из мест заключения был освобожден досрочно, по амнистии. Вернулся в город Бийск. С 1965 года до выхода на пенсию работал инспектором пожарной охраны на сахарном заводе города Бийска.
По словам родственников, обращался по вопросу о восстановлении в звании и возвращении наград. Ездил в столицу, встречался с легендарным Алексеем Маресьевым. Но получал отрицательные ответы, якобы, не смогли найти документы о лишении, возможной причиной была ошибка, и в приговоре и в Указе о лишении фамилия Указана как Бикасов, с буквой «и». В архивном деле о лишении не подшито больше никаких документов, как во многих аналогичных делах — обращения и переписка по вопросу о восстановлении в правах на награды.
Жил в городе Бийск. В 1985 году ему, как ветерану войны, был вручен орден Отечественной войны 2-й степени. Умер 21 апреля 1997 года.